# Стернареле (Рим)
Стернареле је насеље у Италији у округу Рим, региону Лацио.
Према процени из 2011. у насељу је живело 14 становника. Насеље се налази на надморској висини од 765 м.